# Aspidogaster antipai
Aspidogaster antipai är en plattmaskart som beskrevs av Lepsi 1932. Aspidogaster antipai ingår i släktet Aspidogaster och familjen Aspidogastridae. Inga underarter finns listade i Catalogue of Life.